# マリ軍
マリ軍（マリぐん）は、マリ共和国の軍隊である。

## 概要
マリ軍は陸軍、空軍から構成されている。
兵力は陸軍19,000名、空軍2,000名となっている。この他に準軍事組織として憲兵隊6,000名、国家警備隊10,000名、国家警察1,000名、民兵3,000名を擁する。
憲兵隊は国防省の管轄下にある。国家警察は治安維持国民保護担当省の管轄下にあり、都市部における法律違反の取締りと秩序維持の責任を負う。国家憲兵隊は国境警備の専門部隊を含み、農村部でその責任を負う。

### データ
- 軍事予算 - 8億3,100万ドル（2022年）[1]

## 歴史
独立と同時期に設立する。
マリ軍事クーデター (2012年)を引き起こす。
その後、マリ軍事クーデター(2020年)を引き起こす。

## 組織・編制

### 陸軍

#### 編成[1]
- 自動車化歩兵大隊×9
- 歩兵中隊（統合特殊ユニット）×1
- 歩兵中隊×5
- 空挺大隊×1
- 工兵大隊×1
- 衛生ユニット×1

#### 保有装備
小火器
- ワルサーPP
- MAT 49
- AK-47
- AKM
- ツァスタバ M77B1
- SKSカービン
- MAS 36小銃
- MAS 49半自動小銃
- PKM
- RPK軽機関銃
- Vz.59
- AA-52

重火器
- DShK38重機関銃
- RPG-7

火砲
- D-30 122mm榴弾砲[1]
- BM-21 自走ロケット砲×30両以上[1]

戦車
- PT-76水陸両用軽戦車×2両以上[1]

車両
- VN2C 歩兵戦闘車×6両[1]
- BRDM-2 装甲偵察車×6両以上[1]
- バスティオン 装甲兵員輸送車×27両[1]
- BTR-60PB 装甲兵員輸送車×10両以上[1]
- BTR-70 装甲兵員輸送車×11両[1]
- キャスパー 装甲車×50両[1]
- マローダー 装甲車×13両[1]
- プーマM26-15/M36 装甲車×30両[1]
- スタークモーターズ ストームライト 装甲車×24両[1]
- STREIT クーガー 装甲車×30両[1]
- STREIT グラディエーター 装甲車×4両[1]
- STREIT パイソン 装甲車×5両以上[1]
- STREIT タイフーン 装甲車×30両[1]
- KLTV

### 海軍
基地がバマコ、モプティ、セグー、トンブクトゥに存在する。
ヨットを3隻保有する。

### 空軍

#### 保有機体
監視機
- セスナ208キャラバン×1機[1]

輸送機
- BT-67×1機[1]
- C-295×2機[1]
- テトラス×7機[1]
- Y-12E×2機[1]
- An-24 コーク×1機（保管中）[1]
- An-26 カール×2機（保管中）[1]
- BN-2 アイランダー×2機（保管中）[1]

練習機
- A-29 スーパーツカノ×3機[1]
- L-39C アルバトロス×6機[1]
- L-29 デルフィン×6機（保管中）[1]
- アエルマッキ SF-260WL×2機（保管中）[1]

ヘリコプター
- Mi-24D ハインド×2機[1]
- Mi-24P ハインドF×2機[1]
- Mi-35M ハインド×4機[1]
- AS 332L1 シュペルピューマ×2機[1]
- Mi-171Sh ヒップ×4機[1]
- Mi-8T ヒップ×1機[1]
- Mi-8 ヒップ×1機（保管中）[1]
- AS 350 エキュルイユ×1機（保管中）[1]